# 祖国 (ロシア)
祖国（そこく）の名称を持つ複数のロシアの政党、政治ブロック、社会運動体について記す。
1991年のソ連8月クーデター未遂事件後、ソビエト連邦の崩壊後のロシアでは、エリツィン政権が主導した、急進的市場改革導入によって、経済社会不安が増大し、これに伴い、ユーラシア主義、ロシア・ナショナリズムの昂揚が見られた。民族主義的、愛国主義的政治綱領を持つ政治団体が多数出現を見た。
なお、日本語の「祖国」に当たるロシア語のOtechestvoないし、OtchiznaとRodina（Родина）があるが、前者が「父の国」（転じて父祖の国、祖国）を意味し、後者が「母の国」（母国）を意味する。政治用語として和訳する際には、両方とも「祖国」と訳される場合がある。
1. 祖国 - Otchizna、1993年まで　ロシア人民代議員大会の院内会派。政治ブロック「ロシアの統一」を構成していた。
2. 母国 - Rodina、1993年まで　ロシア人民代議員大会の院内会派
3. 祖国 - 1998年11月にユーリ・ルシコフ・モスクワ市長が、地方首長を集めて結成した中道左派の政治ブロック。1999年8月にエフゲニー・プリマコフ前首相の「全ロシア」と合同し、「祖国・全ロシア」を結成した。
4. 母国 - 2003年8月から　Rodina(родина)は、ロシアの政党。2003年8月に、ドミトリー・ロゴージン、セルゲイ・グラジエフを中心として結成された中道左派の政治ブロックである。プーチン与党「統一」を側面支援するため結成されたと言われる。2003年のロシア下院国家会議選挙で、「母国」は37議席を獲得した。「統一ロシア」結成の余波を受けて党勢が衰えていたが、2006年10月28日統一地方選挙後、セルゲイ・ミロノフ上院議長率いるロシア生活党、ロシア年金党と合同し中道左派新党公正ロシアを結成した。2016年ロシア下院選挙の結果、1議席を獲得し、同年9月以降、党首のアレクセイ・ジュラフリョフ（ロシア語版、英語版）のみがロシア下院に議席を持っている党勢である[1]。